# Elvingen
Elvingen (luxemburgisch Elveng, französisch Elvange) ist ein Ortsteil der Gemeinde Schengen im äußersten Südosten Luxemburgs ist. Bis zum 1. Januar 2012 gehörte Elvingen zur Gemeinde Bürmeringen, die aufgelöst und in die Gemeinde Schengen eingegliedert wurde.

## Geschichte
Elvingen wurde 739 zum ersten Mal als Aigevingen genannt.

## Einzelnachweise

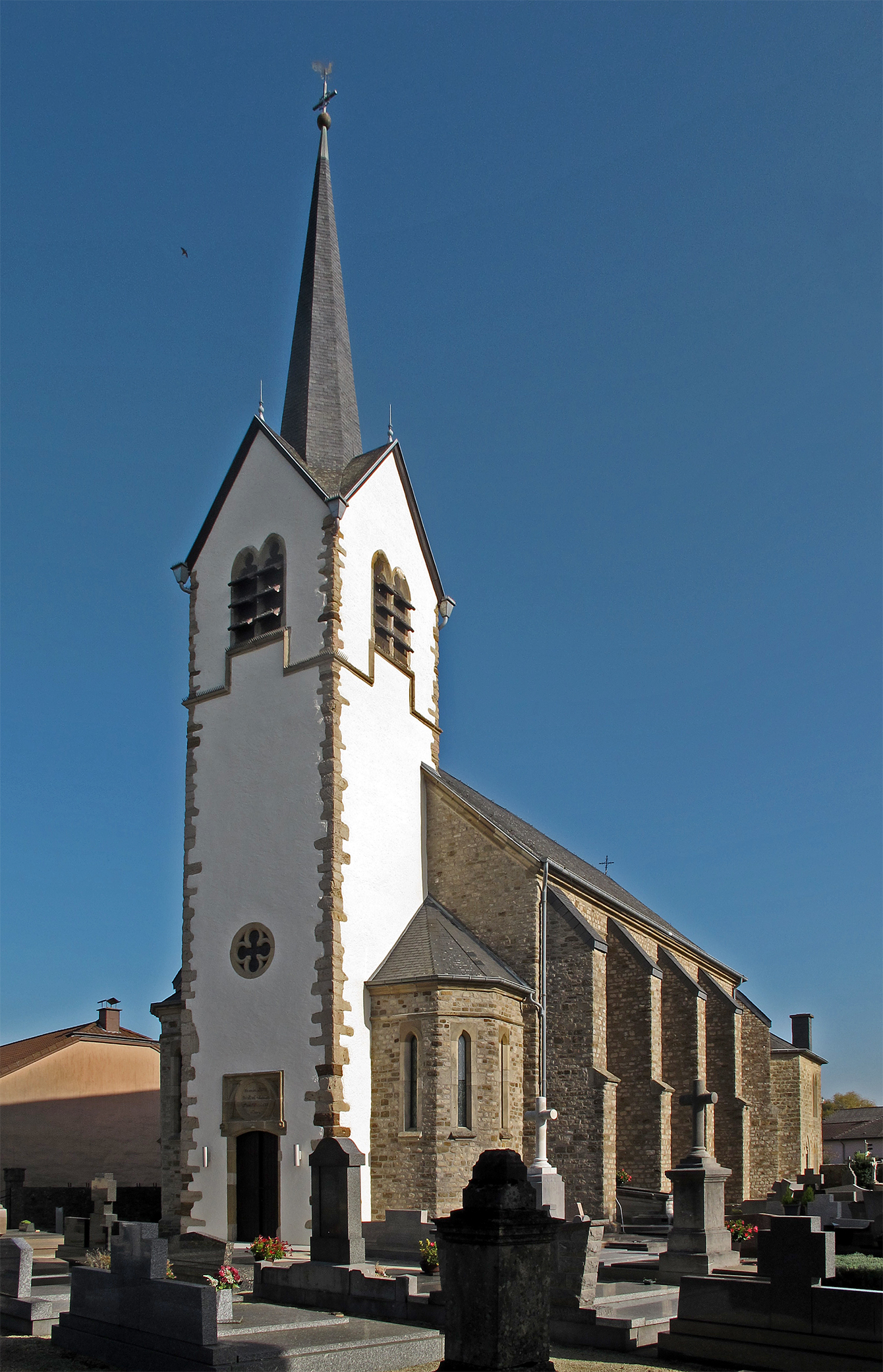
Katholische Kirche in Elvingen